# Leptopelis notatus
Leptopelis notatus là một loài ếch thuộc họ Hyperoliidae.
Loài này có ở Angola, Cameroon, Cộng hòa Congo, Cộng hòa Dân chủ Congo, Guinea Xích Đạo, Gabon, Nigeria, và có thể cả Cộng hòa Trung Phi.
Môi trường sống tự nhiên của chúng là rừng ẩm vùng đất thấp nhiệt đới hoặc cận nhiệt đới, vùng núi ẩm nhiệt đới hoặc cận nhiệt đới, đồng cỏ nhiệt đới hoặc cận nhiệt đới vùng đất cao, sông ngòi, đầm nước ngọt có nước theo mùa, và rừng trước đây suy thoái nghiêm trọng.